# 蝶笔螺
蝶笔螺（学名：Mitra papillio），是新腹足目笔螺科笔螺属的一种。主要分布于中国大陆，常栖息在潮下带。